# Белозерская, Любовь Евгеньевна
Любо́вь Евге́ньевна Белозе́рская (18 [30] сентября 1895, Царство Польское — 27 января 1987, Москва) — советский литературный деятель; вторая жена писателя М. А. Булгакова (1925—1932).

## Биография

### Ранние годы
Л. Е. Белозерская родилась в Польше. Отец — Евгений Михайлович Белозерский (1853—1897) — выпускник Московского университета и Лазаревского института восточных языков, владел 14 языками; Написал пьесу «Две матери» и «Письма из Персии»; Скончался в Польше под Ломжей от сердечной болезни. Мать — Софья Васильевна Белозерская (Саблина) (1860 — 1921) — обучалась в Москве в институте благородных девиц, имела музыкальное образование.
Кроме Любови в семье было ещё трое детей: Вера (род. 1888), Надежда (род. 1891) и Юрий (род. 1893).
После смерти отца в 1897 семья переехала в Пензу, где жили родственники матери.
Мать и брат Юрий скончались в 1921 году в г. Вольске от сыпного тифа во время голода в Поволжье.
Л. Е. Белозерская окончила Демидовскую женскую гимназию в Санкт-Петербурге с серебряной медалью, обучалась в частной балетной школе. С началом Первой мировой войны в 1914 году Белозерская, окончив курсы сестёр милосердия, ухаживала в госпиталях за ранеными.
После Октябрьской революции она уехала из Петрограда к подруге, в деревню, находившуюся в центральной России.

### Брак с И. М. Василевским
В 1918 году Белозерская переезжает в Киев, где встречается с известным журналистом, знакомым ей ещё по Петербургу, Ильёй Василевским, писавшим под псевдонимом «Не-Буква». Она вышла замуж за Василевского и в феврале 1920 года вместе с мужем эмигрировала из Одессы в Константинополь (некоторые события этого периода были использованы М. А. Булгаковым в пьесе «Бег»).
В том же году семья переехала во Францию, сначала в Марсель, а затем в Париж. В Париже И. М. Василевский издавал собственную газету «Свободные мысли», Любовь Евгеньевна выступала в балетных труппах в парижских театрах. Зимой 1921—1922 годов семья переехала в Берлин, где Василевский начал сотрудничать в «сменовеховской» просоветской газете «Накануне». В то время эта газета печатала очерки и фельетоны М. А. Булгакова.
Л. Е. Белозерская развелась с Василевским в конце 1923 года.

### Брак с М. А. Булгаковым
В начале января 1924 года на вечере, устроенном редакцией «Накануне» в честь писателя Алексея Николаевича Толстого, недавно вернувшаяся из-за границы, Любовь Евгеньевна познакомилась с Михаилом Афанасьевичем Булгаковым. Брак Булгакова и Белозерской был зарегистрирован 30 апреля 1925 года.
Годы брака с Любовью Евгеньевной — это годы создания «Дней Турбиных», «Багрового острова», «Зойкиной квартиры». Она переводила для Булгакова с французского языка книги о Мольере. Её рукою, под диктовку писателя, написаны многие страницы пьесы «Кабала святош» и пьесы «Адам и Ева» и страницы первой редакции романа «Консультант с копытом», который впоследствии стал романом «Мастер и Маргарита» (тогда ещё без Маргариты). Впрочем, по сведениям Б. Соколова, именно Любовь Евгеньевна подсказала Булгакову идею ввести в будущий роман «Мастер и Маргарита» образ главной героини.
Любови Евгеньевне были посвящены роман «Белая гвардия», повесть «Собачье сердце» и пьеса «Кабала святош» («Мольер»). Но прочнее всего имя Любови Евгеньевны связано с замыслом и рождением пьесы «Бег»: её живые рассказы об эмиграции и эмигрантах, о Константинополе и Париже послужили источником вдохновения для писателя при создании пьесы.
В начале 1929 года начались сложности в семейной жизни.

«факт <…> из биографии Булгакова: ему приходилось писать урывками, и он как-то заявил супруге, что в таких условиях не работал даже Достоевский. На что получил ответ: „Но ты же не Достоевский!“»— И. Л. Волгин
В феврале Булгаков познакомился с Е. С. Шиловской, впоследствии ставшей его любовницей и подругой Любови Евгеньевны. В октябре 1932 года она стала третьей женой писателя. Развод с Белозерской состоялся 3 октября 1932 года.

### После развода с М. А. Булгаковым
С 1933 года Белозерская работала в редакции «ЖЗЛ», потом в редакции «Исторические романы» Жургаза. После 1945 года Белозерская была научным редактором по транскрипции в издательстве «Большая советская энциклопедия», а 1940-х годах — редактором в «Литературной газете», сотрудничала с журналом «Огонёк».
В 1928—1930 годах она была корректором-редактором собрания сочинений В. В. Вересаева, а с 1936 года устроилась работать литературным секретарём историка-академика Е. В. Тарле.
В 1970—1980-х годах Белозерская написала книгу о жизни с Булгаковым «О, мёд воспоминаний», а также книги об эмигрантской жизни в Константинополе и Париже («У чужого порога») и «Так было» (о своей работе с Е. В. Тарле). В России книги были изданы после её смерти. Очерки-воспоминания о Белозерской можно найти в книгах друживших с ней Л. М. Яновской и Е. Н. Монаховой. Переписка Белозерской и Яновской частично опубликована.
Л. Е. Белозерская скончалась 27 января 1987 года в Москве. Похоронена на Ваганьковском кладбище рядом со своими родственниками.